# 王宇 (田径运动员)
王宇（1991年8月18日—），广东珠海人，中国跳高运动员。他曾担任2011年夏季世界大学生运动会中国代表团旗手，并在比赛期间以2米24的成绩获得第四名，无缘奖牌。2013年，他第二次参加夏季世界大学生运动会，最终获得跳高项目铜牌。
2016年8月，王宇赴巴西里约热内卢参加第31届夏季奥运男子跳高比赛，最终以2米22的成绩无缘决赛。

## 外部連結
- 王宇在国际奥林匹克委员会的资料
- 王宇在的頁面
- 王宇的新浪微博